# Resolução 183 do Conselho de Segurança das Nações Unidas
Resolução 183 do Conselho de Segurança das Nações Unidas, foi aprovada em 11 de dezembro de 1963, depois que o Secretário-Geral dispôs um encontro fracassado entre os representantes de Portugal e os Estados Africanos, o Conselho novamente depreciou o fracasso de Portugal em libertar suas colônias embora dissessem que, se tomasse essa condição, Portugal teria amnistia para todos os presos políticos como um sinal de boa-fé.
Foi aprovada com 10 votos, e uma abstenção da França.